# Bletchingley
Bletchingley is een civil parish in het bestuurlijke gebied Tandridge, in het Engelse graafschap Surrey met 2973 inwoners.
Dit dorp kreeg eind 2012 Europese aandacht. In een schouw werden de stoffelijke resten gevonden van een postduif. Aan haar poot zat een kokertje met een gecodeerde boodschap uit 1944. Waarschijnlijk werd de duif van uit bezet gebied opgelaten op D-Day en was de boodschap gericht aan veldmaarschalk Bernard Montgomery.